# Трофобластическая болезнь
Трофобластическая болезнь (от греч. trophe — пища, питание и blastos — росток, зародыш) — заболевание, в основе которого лежит нарушение развития и роста трофобласта, сопровождающееся последовательными морфологическими изменениями от пузырного заноса до хориокарциномы с соответствующими биологическими и клиническими признаками. Проявляется тремя основными формами: синцитиальным эндометритом, пузырным заносом и хорионэпителиомой. Заболевание чаще всего встречается в Юго-Восточной Азии и островах Тихого океана и относительно редко — в Европейских странах и США. Уникальность данного заболевания в том, что эти опухоли представляют собой аллотрансплантанты, которые возникают в момент зачатия и в случае злокачественной трансформации происходит прорастание в ткани материнского организма, а также метастазирование.

## Эпидемиология
Трофобластическая болезнь составляет до 3,6 % злокачественных опухолей женщин. В настоящее время в Европе один случай данного заболевания приходится на 2000-3000 беременностей. В США один случай на 600—2000 беременностей, а в восточно — азиатских странах болезнь встречается на 40 раз чаще, чем в Европе.

## Классификация FIGO
- Стадия I — опухоль в пределах матки
  - Ia- отсутствие факторов риска.
  - Ib- наличие одного фактора риска.
  - Ic- наличие двух факторов риска.
- Стадия II — опухоль распространяется за пределы матки, но ограничена половыми органами.
  - IIa- отсутствие факторов риска.
  - IIb- наличие одного фактора риска.
  - IIc- наличие двух факторов риска.
- Стадия III — метастазы в легких с или без поражения половых органов.
  - IIIa- отсутствие факторов риска.
  - IIIb- наличие одного фактора риска.
  - IIIc- наличие двух факторов риска.

- Стадия IV — наличие прочих (кроме легких) отдаленных метастаз.
  - IVa- отсутствие факторов риска.
  - IVb- наличие одного фактора риска.
  - IVc- наличие двух факторов риска.

Факторы риска:
1. β- ХГЧ более 100000 мМЕ/мл.
2. Длительность заболевания более 6 мес. с момента предыдущей беременности.

## Этиология и патогенез
Несмотря на многочисленные исследования, до сих пор причина точного возникновения заболевания не известна.
В патогенезе трофобластической болезни основную роль отводят иммунологическим взаимоотношениям матери и плода. Считается, что при антигенной несовместимости матери и плода и преобладании иммунологической реакции к пролиферативным изменениям трофобласта беременность обычно заканчивается выкидышем. Пузырный занос развивается в том случае, если реакция, вызванная антигенами плода, слабее, чем пролиферативные изменения трофобласта.
Некоторые исследователи Юго-восточной Азии считают, что данное заболевание может носить вирусный характер.

## Клиническая картина
Для заболевания характерна следующая клиническая картина:
- Кровотечения различной интенсивности. Они обусловлены разрушением кровеносных сосудов в месте возникновения опухоли, а также возможными метастазами во влагалище.
- Увеличение размеров матки, не соответствующее сроку беременности. В большинстве случаем размер матки больше соответствующего срока беременности.
- Боли внизу живота. Боли связывают с наличием опухоли в полости матке. Также возможны кинжальные боли при перфорации матки или угрозе её разрыва.
- Рвота.
- Поздний токсикоз.
- Метастазы.

## Диагностика
Диагноз трофобластической болезни ставится на основании клинических данных, данных гистологического исследования, результатов рентгенологического исследования и КТ.
Предположительный диагноз, который был поставлен после гистологического исследования, обязательно должен быть подтвержден результатами определения хорионического гонадотропина и трофобластического β-глобулина в сыворотки крови.

## Лечение
Во время лечения трофобластической болезни применяют хирургический метод, а также лучевую и химиотерапию.
1. Хирургический метод. В последнее время в связи с успехами химиотерапии роль хирургического вмешательства значительно уменьшилась. Показаниями к оперативному лечению остаются маточные кровотечения из распадающегося опухолевого узла, резистентность опухоли к лечению, стабилизация показателей β-ХГЧ на высоких цифрах без снижения.
2. Лучевая терапия. Чаще применяют в сочетании с оперативным вмешательством или для лечения метастазов.
3. Химиотерапия. Данный вид опухоли единственный среди злокачественных новообразований, который можно излечить с помощью химиопрепаратов даже при многочисленных метастазах. Основными препаратами являются метотрексат, дактиномицин, даунорубицин.